# Campus Västervik
Campus Västervik är ett lokalt campus i Västervik. Campus Västervik ägs och drivs av Västerviks kommun och har samarbete med högskolor, universitet och yrkeshögskola rörande platsförlagda utbildningar.
Campus Västervik är en utbildningsresurs på högskolenivå och arbetar endast med högre utbildning. I grunden finns en handfull program som riktar sig till kommun och landsting och är anpassade efter arbetsmarknadens behov. Det finns både grund- och påbyggnadsutbildningar, som genomförs i samverkan med olika lärosäten. Som huvudman för varje utbildning och kurs finns en högskola eller ett universitet.
För arbetslivet erbjuder Campus Västervik både kortare och längre utbildningar anpassade efter arbetsgivarens behov av kompetensutveckling. Det kan gälla enskilda medarbetare, arbetsgrupper eller hela företag.

## Historia
Verksamheten startade i slutet av 1990-talet och hette Högskolecentrum fram till 2010, då det bytte namn till Campus Västervik.

## Utbildning
Campus Västervik har utbildningar på grundnivå, avancerad nivå samt kurser och olika uppdragsutbildningar. Campus Västervik har platsförlagda utbildningar i samarbete med olika högskolor och universitet såsom, Högskolan Väst, Linnéuniversitetet, Linköpings universitet, Karlstads universitet och flera YH-utbildare.

## Modern teknik
All utbildning på Campus Västervik sker med hjälp av modern distansmötesteknik. Med hjälp av denna teknik kommunicerar studenten med sina lärare, handledare och kurskamrater på lärosätet. Det finns personal på Campus Västervik som hjälper studenterna och ser till att kommunikationen fungerar vid varje tillfälle.

## Samverkan med arbetsmarknad
Campus Västervik har olika former av samverkan med arbetslivet. Verksamhetsförlagd utbildning (VFU) innebär att studenter genomför delar av utbildningen i arbetslivet genom återkommande praktikplatser på arbetsplatser. Lärande i arbete (LIA) innebär att den studerande får kombinera teori med praktik på en arbetsplats.

## Forskning
På Campus Västervik finns det en forsknings- och utvecklingsmiljö sedan 2016. Forsknings- och utvecklingsmiljön arbetar med att öka kunskapen om, och intresset för forskning och innovation i landsbygdskommunen Västervik, som ligger långt från universitet och högskola. Forsknings- och utvecklingsmiljön på Campus Västervik arbetar för att företag och offentlig verksamhet i Västerviks kommun ska vara socialt hållbara, attraktiva arbetsgivare och utvecklas efter de behov som finns i samhället, med omvärlden som närmaste granne. Forsknings- och utvecklingsmiljön bidrar till nyskapande lösningar för individer, verksamheter och det lokala samhället.

## Adjunkter
Vid flera av programmen finns det adjunkter på plats i Västervik. Adjunkterna finns i möten med studenter, till exempel vid terminsstart, handledning, seminarier, examinationer, samordning av verksamhetsförlagd utbildning och samtalsövningar. Studenter kan när som helst vända sig till adjunkterna med frågor som rör utbildningen.